# Oficina Federal de Estadística (Alemania)
La Oficina Federal de Estadística (en alemán Statistisches Bundesamt, con sus respectivas siglas, Destatis) es el organismo federal alemán responsable de las estadísticas a nivel nacional. Dirigido por Roderich Egeler, con sede en Wiesbaden. Administrativamente, es un organismo dependiente directo del Ministerio Federal del Interior, Para la Construcción y la Patria. Fue fundada en 1948 como la Oficina de Estadística de la Zona Económica Unida de la Bizona.